# Sjinel (film fra 1959)
Sjinel (russisk: Шинель) er en sovjetisk spillefilm fra 1959 af Aleksej Batalov.

## Medvirkende
- Rolan Bykov - Akaki Akakijevitj
- Jurij Tolubejev - Petrovitj
- Aleksandra Yozjkina
- Jelena Ponsova
- Georgij Tejkh